# Boisseuilh
Boisseuilh è un comune francese di 120 abitanti situato nel dipartimento della Dordogna nella regione della Nuova Aquitania.

## Società

### Evoluzione demografica
Abitanti censiti